# Doug Henning
Douglas James Henning (ur. 3 maja 1947 w Winnipeg, zm. 7 lutego 2000 w Los Angeles) – kanadyjski magik, iluzjonista i polityk.

## Życiorys

### Dzieciństwo i młodość
Urodził się w Winnipeg w stanie Manitoba. Magią zainteresował się jako młody chłopak pod wpływem programu Eda Sullivana, w którym ujrzał jak iluzjonista unosi w górę kobietę. Ta fascynacja lewitacją nigdy go nie opuściła. Z czasem stała się ona nawet stałym punktem jego programu. Swój pierwszy pokaz dał w wieku czternastu lat na przyjęciu urodzinowym przyjaciela. Wcześniej pojedyncze sztuczki pokazywał kolegom w szkole. W międzyczasie czytał wszystko co mógł na temat magii. Inspirowała go również reakcja oczarowanej publiczności. Kilka miesięcy po tym, jak dał swoje ogłoszenie do lokalnej gazety, otrzymał zaproszenie do telewizji, gdzie dał serię pokazów.
Podczas studiów na Uniwersytecie McMastera w Hamilton spotkał reżysera Ivana Reitmana, a ich współpraca zaowocowała pierwszym broadwayowskim show Henninga pt. Spellbound. Pierwszy pokaz odbył się 26 grudnia 1973 roku. Spellbound przez blisko rok nie schodził ze sceny. W czasie dwugodzinnego występu magik dawał serię iluzji, które łączył ze swobodnie snującą się opowieścią. Choć sam pokaz nie był zbyt dopracowany, to ujmująca osobowość i styl Henninga sprawiały, że publiczność ulegała jego czarowi. 

### Kariera
Wkrótce po skończeniu szkoły został pierwszym i jedynym iluzjonistą, któremu rząd kanadyjski przyznał stypendium na studiowanie sztuk magicznych; był to zresztą jeden z warunków jego otrzymania. Dzięki finansowemu wsparciu podróżował po świecie i uczył się od najlepszych iluzjonistów tamtych czasów, m.in. Dai Vernona i Slydiniego, którego uważał za swojego najważniejszego nauczyciela magii.
Chcąc przywrócić sztukom magicznym minione „dni sławy”, Henning ciągle doskonalił swój kunszt. Dzięki zebranym funduszom rozwinął swój spektakl Spellbound. Wspólnie z reżyserem Ivanem Reitmanem, kompozytorem Howardem Shore i aktorką Jennifer Dale, stworzył musical, który łączył w sobie dramatyczną historię i magiczne sztuczki. Początkowo wystawiano go w Toronto, gdzie bardzo szybko zdobył ogromną popularność. Następnie przeniesiono go do broadwayowskiego Cort Theatre w Nowego Jorku i wystawiano pod nazwą The Magic Show. Tam spektakl również odniósł ogromny sukces i doczekał się ponad tysiąca dziewięciuset przedstawień. Został też piątym najdłużej granym musicalem na Broadwayu lat siedemdziesiątych, a Henningowi dał nominację do nagrody Tony Award.
Po sukcesie na Broadwayu, Henning zaproponował telewizji NBC nagranie specjalnego programu. Jednak kierownictwo stacji podpisało z nim kontrakt dopiero po tym, jak zasugerował, że przebije Harry’ego Houdiniego i wykona jego bardziej niebezpieczną wersję ucieczki z wodnej celi tortur.
Przez następne osiem miesięcy przerabiał swój sceniczny spektakl dla telewizji i ćwiczył ucieczkę. W grudniu 1975 roku ponad pięćdziesiąt milionów widzów zasiadło przed telewizorami, żeby zobaczyć program Doug Henning's World of Magic, który poprowadził Bill Cosby. Henning szczęśliwie wykonał niebezpieczny numer, chociaż rekordu Houdiniego w uwolnieniu się nie pobił. Sukces programu sprawił, że powstało ich jeszcze sześć, a iluzjoniście przyniósł siedem nominacji do Nagrody Emmy.
W 1977 napisał biografię Houdiniego – Houdini: His Legend and His Magic.
Na początku lat 80. XX wieku zaprzestał dalszych występów i poświęcił się medytacji transcendentalnej.
W 1981 rozwiódł się z Barbarą De Angelis, a w grudniu tego samego roku poślubił Debby Douillard.
W roku 1983 został producentem i odtwórcą głównej roli w broadwayowskim musicalu, Merlin. Rok później rozpoczął solowe występy w spektaklu Doug Henning and His World of Magic.

### Maharishi Veda Land
W 1992 Henning wspólnie z twórcą medytacji transcendentalnej, Maharishim Maheshem Yogim sporządził plany budowy ogromnego parku Veda Land w pobliżu wodospadu Niagara. Wyceniany na blisko półtora miliarda dolarów projekt był „połączeniem zdumiewających wizualnie i czuciowo efektów z najnowocześniejszym trójwymiarowym obrazowaniem i ultra wysoką technologiczną rozrywką połączoną z najlepszymi iluzjami”. Zachwycać miały również budynki zawieszone nad wodą i sceniczne prezentacje starożytnych historii. Obecnie status projektu jest niepewny.

### Śmierć
Iluzjonista zmarł 7 lutego 2000 roku w Cedars Sinai Medical Center w Los Angeles w wieku 52 lat. Pięć miesięcy wcześniej zdiagnozowano u niego raka wątroby. Jego ciało skremowano, a prochy rozrzucono nad Oceanem Spokojnym.
W 2008 jego przyjaciel, James Randi krytycznie nastawiony do medytacji transcendentalnej, oskarżył na swoim blogu jej założyciela o przyczynienie się do śmierci magika. Twierdził, że Henning tak bardzo pogrążył się w medytacji transcendentalnej, że „zaprzestał regularnego leczenia raka na rzecz swojej diety z orzechów i jagód, przez co zmarł”.
W dniu 8 czerwca 2010 roku ogłoszono, że iluzjonista otrzyma gwiazdę w Kanadyjskiej Alei Sław. 
Z kolei jego skrzynia ze słynnej iluzji Zig Zag znalazła się w Amerykańskim Muzeum Magii.